# پاتریشیا اورتگا
پاتریشیا اورتگا (به اسپانیایی Patricia Ortega) متولد سال ۱۹۷۷ کارگردان ونزوئلایی است. وی برنده چندین جایزه، به ویژه برای فیلم آخرین فیلم خود غیرممکن که در سال ۲۰۱۸ ساخته شد، شده‌است.
اورتگا می‌گوید که از زمان جوانی عاشق فیلم بوده‌است و بنابراین تصمیم او برای ساخت فیلم طبیعی است. او در دانشگاه روزنامه‌نگاری خوانده‌است.

## حرفه
اورتگا در دانشگاه Escuela Internacional de Cine y Televisión در کوبا تحصیل کرد و در تخصص او در رشته فیلمبرداری است.
اورتگا پس از ساخت چند فیلم کوتاه، در سال ۲۰۰۹ رئیس شرکت تولید مستقل ونزوئلا شد و طی ده سال، ده فیلم داستانی کوتاه و مستند خود را با این کمپانی تولید کرد. در سال ۲۰۱۳، او اولین فیلم بلند خود را با نام بازگشت، به نام اصلی "El regreso " (انگلیسی: The Return) کارگردانی کرد، این فیلم اکران تجاری گسترده‌ای در سینماهای سراسر ونزوئلا داشت.
دومین فیلم بلند او ناممکن (اسپانیایی: Yo, imposible) در سطح بین‌المللی بسیار دیده شد ولی هنوز در کشور او، ونزوئلا اکران نشده‌است. اورتگا با توجه به تحولات سیاسی فیلم ناممکن را در. جشنواره معتبر آمریکایی South by Southwest در همان روزی که خوان گوائیدی به عنوان رئیس‌جمهور ونزوئلا انتخاب شد به نمایش درآورد. اورتگا در ژوئن ۲۰۱۹ برای فیلم ناممکن، جوایز بهترین کارگردانی و بهترین فیلمنامه را در جشنواره فیلم ونزوئلا کسب کرد.

## زندگی شخصی
اورتگا در یک خانواده مذهبی کاتولیک بزرگ شد و می‌گوید که او همیشه گوسفند سیاه خانواده بود که از نقش‌های سنتی پیروی نمی‌کرد. او طلاق گرفته‌است، و اکنون در پورلامار در جزیره مارگاریتا ونزوئلا کارائیب زندگی می‌کند.

## فیلم‌شناسی
- آل اترو لادو دل مار ۲۰۰۶
- بازگشت ۲۰۱۳
- غیرممکن ۲۰۱۸

## جوایز
| سال  | جشنواره                                                                  | جایزه                                        | اثر     | نتیجه    | منبع   |
| ---- | ------------------------------------------------------------------------ | -------------------------------------------- | ------- | -------- | ------ |
| ۲۰۱۳ | Festival Entre Largos y Cortos de Oriente(ELCO)                          | بهترین فیلم بلند اول                         | بازگشت  | برنده    | [ ۶ ]  |
| ۲۰۱۴ | Margarita Latin American and Caribbean Film Festival                     | پلیکان طلایی برای بهترین فیلم داستانی        | بازگشت  | برنده    | [ ۷ ]  |
| ۲۰۱۸ | جشنواره فیلم هاوانا                                                      | جایزه Unete                                  | غیرممکن | بخش ویژه | [ ۸ ]  |
| ۲۰۱۸ | سمینسی                                                                   | Rainbow Spike Award (جایزه سنبله رنگین کمان) | غیرممکن | برنده    | [ ۹ ]  |
| ۲۰۱۹ | Femme Revolution Film Fest بایگانی‌شده در ۱۱ مه ۲۰۱۹ توسط Wayback Machine | بهترین شخصیت پردازی کاراکتر زن               | غیرممکن | برنده    | [ ۸ ]  |
| ۲۰۱۹ | Amsterdam LGBTI Film Festival                                            | Best Mix Feature Audience Award              | غیرممکن | برنده    | [ ۸ ]  |
| ۲۰۱۹ | Reflections of Spanish and Latin American Cinema Festival                | جایزه مخاطبین                                | غیرممکن | برنده    | [ ۸ ]  |
| ۲۰۱۹ | جنوب از جنوب غربی                                                        | Gamechanger Award                            | غیرممکن | نامزدشده | [ ۱۰ ] |
| ۲۰۱۹ | Venezuelan Film Festival                                                 | بهترین کارگردان                              | غیرممکن | برنده    | [ ۱۱ ] |
| ۲۰۱۹ | Venezuelan Film Festival                                                 | بهترین فیلمنامه (با امانوئل چاوتز)           | غیرممکن | برنده    | [ ۱۱ ] |
| ۲۰۱۹ | Houston International LGBTQ Film Festival                                | بهترین متن (با امانوئل چاوتز)                | غیرممکن | برنده    | [ ۱۲ ] |